# Koliella tatrae
Koliella tatrae es una especie de alga verde del género Koliella, familia Koliellaceae. Fue descrita por Kol en 1927 dentro del género Ankistrodesmus, siendo descrita en el género Koliella por Hindák en 1963.